# Побуна Јединице за специјалне операције
Побуна Јединице за специјалне операције МУП-а Србије трајала је од 9. до 17. новембра 2001. године у седиштима Јединице за специјалне операције у Кули, као и на ауто-путу код Врбаса и у Београду. Наводни повод за побуну било је хапшење браће Бановић, оптужених пред Међународним кривичним судом за бившу Југославију (МКСБЈ).

## Позадина
У демонстрацијама 5. октобра 2000. године у Београду, значајну улогу одиграла је ЈСО утолико што, након договора између Зорана Ђинђића — вође протеста, и Милорада Улемека — команданта ЈСО-а, а упркос наређењу, није отворила ватру на демонстранте.
Слободан Милошевић је био ухапшен по оптужници и, крајем јуна 2001, превезен у МКСБЈ. Милорад Улемек је августа исте године отпутовао у Грчку где је ухапшен због поседовања кривотвореног пасоша. Ово хапшење га је додатно узнемирило јер је он одраније слутио да је и он тражен од стране МКСБЈ-а, као и да би могао бити оптужен за злочин на Ибарској магистрали. Иако је, након инцидената, најпре у дискотеци „Тврђава“ у Кули почетком маја и 15. јуна у београдском кафићу „Бојан Ступица“, крајем јуна поднео оставку у ЈСО, он је задржао утицај у Јединици и остао њен дефакто командант.
Средином октобра 2001, МКСБЈ је од МУП-а Србије затражио сву документацију о Јединици за специјалне операције и њиховим дејствима током ратова у Хрватској, БиХ и Косову. Међутим, пред тим судом, осим против Франка Симатовића који је био командант претече ЈСО-а, никада ни против једног другог члана Јединице није била подигнута оптужница.

## Повод
Наводни повод за побуну било је хапшење Предрага и Ненада Бановића, који су били оптужени за ратне злочине у логору „Кератерм“ у Босни и Херцеговини, и њихово пребацивање у МКСБЈ. Хапшење су извршили припадници ЈСО-а, али наводно не знајући да ће Бановићи бити одведени у МКСБЈ, како их је неко погрешно обавестио, што су они сматрали незаконитим.
Међутим, прави повод је вероватно била чињеница да су браћа Бановић ратовала у БиХ заједно с паравојном јединицом Вукови (претечом ЈСО-а), што је вероватно изазвало страх да би и неки припадници ЈСО могли бити ухапшени. Други могући повод било је то што је Улемек, који је желео да задржи утицај над ЈСО-ом, желео и да избегне евентуално хапшење приликом сведочења на суђењу за убиства на Ибарској магистрали, које је било заказано у Окружном суду у Београду за 12. новембар. За тај случај Улемек је касније био оптужен и осуђен на 40 година затвора.

## Побуна
У тренутку организовања побуне, премијер Србије Зоран Ђинђић и министар полиције Душан Михајловић били су на службеним путевима док је Горан Петровић, начелник Ресора државне безбедности, био на годишњем одмору. Увече, 9. новембра 2001. године, ЈСО је отказала послушност Ресору државне безбедности и већина њених припадника се повукла са својих радних места, укључујући и возаче и телохранитеље функционера Владе Србије.
Исте вечери, ЈСО је одржала конференцију за новинаре у свом седишту у Кули. На конференцији су изнети захтеви Јединице:
- доношење закона о сарадњи с МКСБЈ-ом и
- смена министра полиције Душана Михајловића.

Међутим, осим јавних захтева, постојали су и тајни захтеви да буду разрешени челни људи Ресора ДБ-а, као и да из притвора буде пуштен Миле Луковић и још неколико чланова Земунског клана.
Осим овога, тог и следећег дана, ЈСО је одбијала сву комуникацију са институцијама власти, а 10. новембра је на два сата блокирала и петљу ауто-пута Е75, код Врбаса.
Премијер Ђинђић се јутра тог дана вратио са службеног путовања у СAД, а поподне је председавао састанку одржаном у МУП-у Србије. На овом састанку, Ђинђић је од Милана Лукића затражио директан одговор на питање да ли би полиција могла да спречи ЈСО у њеном евентуалном покушају запоседања седишта републичке Владе и добио је негативан одговор.

### Улога Земунског клана
Душан Спасојевић, вођа Земунског клана, био је један од главних организатора побуне. У пресретнутим телефонским разговорима између њега и Душана Маричића — команданта ЈСО-а, обављеним 9. и 11. новембра, Спасојевић је разговарао о побуни, следећим корацима које ЈСО треба да учини и о свом утицају на медије:
| 11. новембра 2001. у 21:50, након што је премијер Ђинђић дошао у базу ЈСО: Д. Спасојевић: „(...) Своје захтеве морају да испуне. Нема силе, осим Коштунице, ако он нареди.“ Д. Маричић: „Мислиш да прекину? Он [Улемек] то неће да уради.“ Д. Спасојевић: „И вероватно сутра долазе за Београд. И нема шансе да одустану док овај [министар Михајловић] не оде. Значи, јави му да зна, овај Коштуница. Јави му да је отишао овај [премијер Ђинђић] тамо.“ |

Нејасно је да ли се Спасојевић позивао на Коштуницу као директног саучесника побуне или се плашио евентуалне реакције Војске Југославије, чији је Коштуница био врховни командант.
Према сведочењу Зорана Вукојевића, сведока сарадника на суђењу за атентат на Зорана Ђинђића, припадници Земунског клана су свакодневно током побуне посећивали базу ЈСО у Кули и вршили утицај на новинаре.

### Блокада ауто-пута у Београду
У понедељак, 12. новембра око 5:20 часова, око 70 униформисаних припадника ЈСО-а из базе у Кули блокирало је, 21 возилом марке „хамви“, ауто-пут кроз Београд код Центра „Сава“, у смеру ка мосту Газела. Међу побуњеницима су били Душан Маричић Гумар — командант, као и Звездан Јовановић — помоћник за резервни састав ЈСО-а, а у возилима су се налазиле аутоматске пушке.
Око 7.30, Горан Петровић, начелник Ресора ДБ-а, позвао је свог заменика, Зорана Мијатовића, и наложио му да преговара са побуњеницима, што је била прва начелникова реакција од почетка побуне. Мијатовић је око 8 часова дошао до блокаде где је разговарао са Маричићем и пренео му, између осталог, нетачну информацију да су многи припадници ЈСО-а тражени од стране МКСБЈ-а.
Тог поподнева, Милорад Улемек је сведочио на суђењу за злочин на Ибарској магистрали. Он је дошао у суд заједно с неколико наоружаних особа, што је утицало на остале сведоке који се на том рочишту нису усудили да изнесу сведочења. Такође, по изласку из суднице Улемек је медијима изјавио како подржава побуну и како свако има право да протестује у својим униформама.
Током преговора на ауто-путу, Мијатовић је Маричићу такође предочио да становништво у околним зградама чине углавном бивши и садашњи официри војске, од којих многи поседују оружје. С друге стране, Специјална антитерористичка јединица МУП-а је тог и претходног дана била у стању пуне приправности.
Те вечери, на преговоре о окончању побуне у Кулу су отишли Чедомир Јовановић и Душан Михајловић и поново су их припадници ЈСО-а раздвојили у различите просторије. ЈСО је захтевала да Михајловић напише оставку на место министра, што је он и учинио. Међутим, сусревши Михајловића у ходнику, Јовановић му је узео написану оставку из руку и поцепао је. Након нових преговора одлучено је да Михајловић напише другачију верзију оставке коју би понудио председнику Владе.

## Реакције
Иако је побуна била противзаконита и противуставна, реакције политичке елите на њу су биле подељене.
Председник СРЈ, Војислав Коштуница, подржао је побуну рекавши да се ради о људима који „нису угрозили безбедност земље и да имају право да протестују у својим униформама”. Касније ће Коштуница подударност своје изјаве с Улемековом оценити као неважну.
Председник Нове Србије, Велимир Илић, подржао је побуну, рекавши да ће она закомпликовати безбедносну ситуацију у земљи.
Социјалистичка партија Србије је као и Српска радикална странка, подржала побуну.

## Завршетак побуне
Побуна је окончана 17. новембра 2001. око 7 часова ујутру када су с улаза у базу ЈСО-а склоњени оклопљени транспортери и наоружани стражари који су се ту налазили целим током побуне.

## Епилог
Дана 12. марта 2003, Ђинђић је убијен у дворишту седишта Владе Србије. Њега је убио мајор Звездан Јовановић, тадашњи помоћник команданта ЈСО. Дана 25. марта 2003, ЈСО-а је расформирана.
У оптужници за атентат на премијера Ђинђића стоји да је побуна ЈСО-а била почетак стварања политичког амбијента за атентат. Дана 11. новембра 2010. године, заступник мајке и сестре Зорана Ђинђића, адвокат Срђа Поповић је поднео Специјалном тужилаштву за организовани криминал кривичну пријаву против Улемека, Маричића, Коштунице, Томића и још пет особа, за оружану побуну 2001. године.

## Медијска архива
На десетогодишњицу Побуне Јединице за специјалне операције, новембра 2012. године, објављена је медијска архива која се састоји од неколико стотина новинских чланака у вези са овим догађајем.